# Meliše
Meliše – wieś w Słowenii, w gminie Ljubno. W 2018 roku liczyła 49 mieszkańców.